# Canton de Lavaur Cocagne
Le canton de Lavaur Cocagne est une circonscription électorale française du département du Tarn.

## Histoire
Un nouveau découpage territorial du Tarn entre en vigueur à l'occasion des premières élections départementales suivant le décret du 17 février 2014. Les conseillers départementaux sont, à compter de ces élections, élus au scrutin majoritaire binominal mixte. Les électeurs de chaque canton élisent au Conseil départemental, nouvelle appellation du Conseil général, deux membres de sexe différent, qui se présentent en binôme de candidats. Les conseillers départementaux sont élus pour 6 ans au scrutin binominal majoritaire à deux tours, l'accès au second tour nécessitant 12,5 % des inscrits au 1er tour. En outre la totalité des conseillers départementaux est renouvelée. Ce nouveau mode de scrutin nécessite un redécoupage des cantons dont le nombre est divisé par deux avec arrondi à l'unité impaire supérieure si ce nombre n'est pas entier impair, assorti de conditions de seuils minimaux. Dans le Tarn, le nombre de cantons passe ainsi de 46 à 23.
Le canton de Lavaur Cocagne est formé de communes des anciens cantons de Cuq-Toulza (11 communes), de Lavaur (11 communes) et de Saint-Paul-Cap-de-Joux (1 commune). Il est entièrement inclus dans l'arrondissement de Castres. Le bureau centralisateur est situé à Lavaur.

## Représentation
| Période élective | Période élective | Mandat | Mandat   | Identité          | Nuance | Nuance | Qualité |
| ---------------- | ---------------- | ------ | -------- | ----------------- | ------ | ------ | --- |
| 2015             | 2021             | 2015   | 2021     | Émilie Aussaguel  |        | LR     | Responsable de publicité et studio packaging, à l'Université de Toulouse 1 Capitole                                    |
| 2015             | 2021             | 2015   | 2021     | Joseph Dalla Riva |        | LR     | Professeur retraité Adjoint au maire de Lavaur jusqu'en 2020 Ancien conseiller général du Canton de Lavaur (2001-2015) |
| 2021             | 2028             | 2021   | en cours | Nathalie Joseph   |        | DVC    | Masseuse-kinésithérapeute à Lavaur, Massac-Seran                                                                       |
| 2021             | 2028             | 2021   | en cours | Emmanuel Joulié   |        | LREM   | Cadre administratif territorial et apiculteur, maire de Labastide-Saint-Georges                                        |

### Résultats détaillés

#### Élections de mars 2015
À l'issue du 1er tour des élections départementales de 2015, deux binômes sont en ballottage : Émilie Aussaguel et Joseph Dalla Riva (Union de la Droite, 34,26 %) et Éliane Picouet et Julien Soubiran (PS, 20,8 %). Le taux de participation est de 57,92 % (7 737 votants sur 13 359 inscrits) contre 58,71 % au niveau départemental et 50,17 % au niveau national.
Au second tour, Émilie Aussaguel et Joseph Dalla Riva (Union de la Droite) sont élus avec 58,09 % des suffrages exprimés et un taux de participation de 56,12 % (3 878 voix pour 7 491 votants et 13 347 inscrits).

#### Élections de juin 2021
Le premier tour des élections départementales de 2021 est marqué par un très faible taux de participation (33,26 % au niveau national). Dans le canton de Lavaur Cocagne, ce taux de participation est de 43,09 % (6 147 votants sur 14 265 inscrits) contre 39,08 % au niveau départemental. À l'issue de ce premier tour, deux binômes sont en ballottage : Nathalie Joseph et Emmanuel Joulié (Union au centre, 32,38 %) et Marie-Claire Marignol et Jean-Paul Rocache (LR, 30,34 %).
Le second tour des élections est marqué une nouvelle fois par une abstention massive équivalente au premier tour. Les taux de participation sont de 34,36 % au niveau national, 39,14 % dans le département et 44,31 % dans le canton de Lavaur Cocagne. Nathalie Joseph et Emmanuel Joulié (Union au centre) sont élus avec 53,38 % des suffrages exprimés (3 103 voix pour 6 324 votants et 14 272 inscrits),,.
Nathalie Joseph et Emmanuel Joulié font partie de la majorité départementale.

## Composition
Le canton de Lavaur Cocagne comprend vingt-trois communes entières.
| Nom                            | Code Insee | Intercommunalité                | Superficie (km2) | Population (dernière pop. légale) | Densité (hab./km2) | Modifier                                    |
| ------------------------------ | ---------- | ------------------------------- | ---------------- | --------------------------------- | ------------------ | ------------------------------------------- |
| Lavaur (bureau centralisateur) | 81140      | CC Tarn-Agout                   | 62,83            | 10 884 (2022)                     | 173                | modifier les données · modifier les données |
| Aguts                          | 81001      | CC du Sor et de l'Agout         | 9,79             | 237 (2022)                        | 24                 | modifier les données · modifier les données |
| Algans                         | 81006      | CC du Sor et de l'Agout         | 14,43            | 213 (2022)                        | 15                 | modifier les données · modifier les données |
| Bannières                      | 81022      | CC Tarn-Agout                   | 7,31             | 211 (2022)                        | 29                 | modifier les données · modifier les données |
| Belcastel                      | 81025      | CC Tarn-Agout                   | 10,81            | 226 (2022)                        | 21                 | modifier les données · modifier les données |
| Cambon-lès-Lavaur              | 81050      | CC du Sor et de l'Agout         | 12,14            | 355 (2022)                        | 29                 | modifier les données · modifier les données |
| Cuq-Toulza                     | 81076      | CC du Sor et de l'Agout         | 23,05            | 709 (2022)                        | 31                 | modifier les données · modifier les données |
| Labastide-Saint-Georges        | 81116      | CC Tarn-Agout                   | 6,23             | 1 985 (2022)                      | 319                | modifier les données · modifier les données |
| Lacougotte-Cadoul              | 81126      | CC Tarn-Agout                   | 8,81             | 178 (2022)                        | 20                 | modifier les données · modifier les données |
| Lacroisille                    | 81127      | CC du Sor et de l'Agout         | 6,67             | 100 (2022)                        | 15                 | modifier les données · modifier les données |
| Marzens                        | 81157      | CC Tarn-Agout                   | 11,26            | 311 (2022)                        | 28                 | modifier les données · modifier les données |
| Massac-Séran                   | 81159      | CC Tarn-Agout                   | 8,52             | 493 (2022)                        | 58                 | modifier les données · modifier les données |
| Maurens-Scopont                | 81162      | CC du Sor et de l'Agout         | 8,60             | 139 (2022)                        | 16                 | modifier les données · modifier les données |
| Montcabrier                    | 81173      | CC Tarn-Agout                   | 5,43             | 315 (2022)                        | 58                 | modifier les données · modifier les données |
| Montgey                        | 81179      | CC Aux sources du Canal du Midi | 9,91             | 274 (2022)                        | 28                 | modifier les données · modifier les données |
| Mouzens                        | 81189      | CC du Sor et de l'Agout         | 4,87             | 117 (2022)                        | 24                 | modifier les données · modifier les données |
| Péchaudier                     | 81205      | CC du Sor et de l'Agout         | 6,80             | 185 (2022)                        | 27                 | modifier les données · modifier les données |
| Puéchoursi                     | 81214      | CC Aux sources du Canal du Midi | 3,55             | 109 (2022)                        | 31                 | modifier les données · modifier les données |
| Roquevidal                     | 81229      | CC Tarn-Agout                   | 7,71             | 137 (2022)                        | 18                 | modifier les données · modifier les données |
| Teulat                         | 81298      | CC Tarn-Agout                   | 10,07            | 483 (2022)                        | 48                 | modifier les données · modifier les données |
| Veilhes                        | 81310      | CC Tarn-Agout                   | 5,59             | 145 (2022)                        | 26                 | modifier les données · modifier les données |
| Villeneuve-lès-Lavaur          | 81318      | CC Tarn-Agout                   | 6,16             | 138 (2022)                        | 22                 | modifier les données · modifier les données |
| Viviers-lès-Lavaur             | 81324      | CC Tarn-Agout                   | 10,02            | 265 (2022)                        | 26                 | modifier les données · modifier les données |
| Canton de Lavaur Cocagne       | 8115       |                                 | 260,56           | 18 209 (2022)                     | 70                 | modifier les données                        |

## Démographie
En 2022, le canton comptait 18 209 habitants, en évolution de +1,86 % par rapport à 2016 (Tarn : +2,52 %, France hors Mayotte : +2,11 %).
| 2013   | 2018   | 2022   |
| ------ | ------ | ------ |
| 17 574 | 17 807 | 18 209 |